# Sepoy

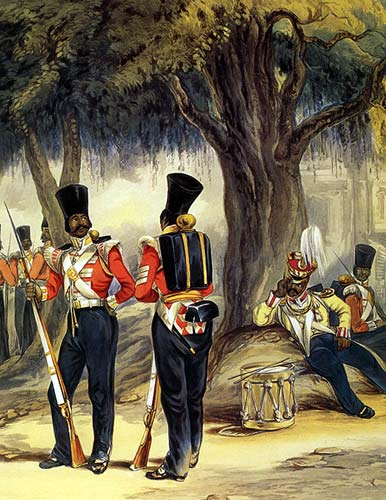
Sepoys del Bengal Army nella prima metà del XIX secolo.

Il termine sepoy (pronuncia [ˈsi:pɔɪ], dal persiano سپاهی Sipâhi, soldato) designava, in senso generale, qualunque militare indigeno dell'India sotto il governo britannico.
In senso specifico, era il termine impiegato nel British Indian Army (l'esercito coloniale britannico in India), e prima ancora nella Compagnia britannica delle Indie orientali, per un soldato semplice di fanteria (un militare di cavalleria era un Sowar), termine che è tuttora in uso nel'esercito indiano, in quello pakistano e in quello del Bangladesh.

## Storia

### Origine del termine
Il termine "sepoy" deriva dalla parola persiana sepāhī (سپاهی‎), che significava "soldato di fanteria" nell'Impero Moghul, mentre nell'Impero ottomano il termine Sipahi era usato per riferirsi alle truppe di cavalleria. Venne usato comunemente nel British Indian Army e in precedenza negli eserciti delle "Presidenze" della Compagnia britannica delle Indie orientali per designare un soldato semplice di fanteria, mentre nella cavalleria si utilizzava il termine sowar.

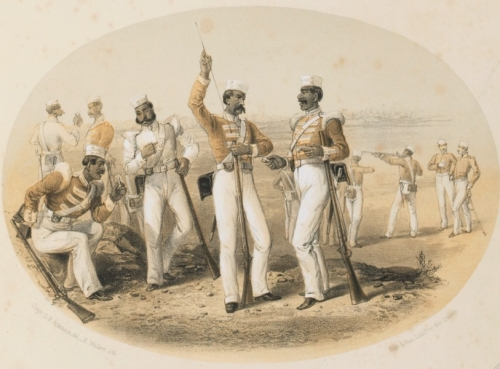
Alcuni sepoys dell'esercito anglo-indiano nel XIX secolo.

Entrò nell'uso comune all'interno delle forze armate della Compagnia delle Indie nel XVIII secolo; inizialmente si riferiva ai soldati Hindu o musulmani senza uniforme regolare, ma in seguito designò tutti i soldati nativi in servizio delle potenze europee in India. Circa il 96% dei 300.000 soldati della Compagnia delle Indie erano nativi del subcontinente e questi sepoys svolsero un ruolo fondamentale al servizio dell'Impero britannico per controllare e occupare il territorio. 
Anche la Francia e il Portogallo arruolarono i nativi per compiti di guarnigione nei loro possedimenti indiani; i francesi identificavano questi soldati con la parola derivata cipayes, mentre i portoghesi usavano il termine sipaios.

### La rivolta dei sepoy
Nel 1857 la ribellione dei sepoy, nota come ammutinamento indiano, scoppiò a causa della distribuzione di cartucce per fucili ingrassate con grasso di maiale o di bue, il cui involucro era da strappare con i denti. Ciò violava le regole della religione dei sepoy, che inoltre interpretavano la cosa come un tentativo di conversione coatta al cristianesimo. 
Dopo alcuni episodi minori di ribellione, tra cui il famoso ammutinamento del sepoy Mangal Pandey, la rivolta ebbe inizio a maggio 1857; i reparti di sepoy e sowar stanziati a Meerut si ammutinarono in massa, liberarono i commilitoni rinchiusi nelle carceri della città e uccisero molti ufficiali e civili britannici. Subito dopo i sepoy insorti marciarono direttamente su Delhi dove favorirono la ribellione della guarnigione della città che si unì ai ribelli dopo aver massacrato molti europei civili e militari. Alla rivolta dei sepoy si unirono ben presto anche Principi, proprietari terrieri e contadini; l'ultimo Moghul, Bahadur Shah II, fu proclamato a Delhi imperatore dell'India. 
Nelle settimane successive praticamente tutti i reggimenti sepoy e sowar dell'Armata del Bengala si ammutinarono; su 139.000 soldati, solo circa 7.000 rimasero fedeli alla Compagnia delle Indie orientali. Le principali regioni interessate dalla rivolta delle guarnigioni dei sepoy furono l'Awadh, il Rohilkhand e il Bihar, mentre rimasero sotto il controllo britannico il Bengala, centro del potere della Compagnia delle Indie, e soprattutto il Punjab. Delhi e la postazione inglese di Lucknow vennero velocemente riconquistate.

## Nella cultura di massa
In Italia questo termine è stato reso celebre dalla menzione dei moti indiani del 1857 (noti anche come rivolta dei sepoy - o cipays, secondo la versione francesizzante) nei romanzi di Emilio Salgari, in particolare in Le due tigri. La stessa parola persiana è giunta in Europa per altre vie con la forma sipahi.